# Neuvième circonscription de l'Isère
La neuvième circonscription de l'Isère est l'une des 10 circonscriptions législatives  que compte le département français de l'Isère (38), situé en région Auvergne-Rhône-Alpes.
Elle est représentée à l'Assemblée nationale, lors de la XVIIe législature de la Cinquième République, par Sandrine Nosbé, députée de La France Insoumise.

## Description géographique et démographique
La neuvième circonscription de l'Isère est délimitée par le découpage électoral de la loi no 86-1197 du 24 novembre 1986. Elle regroupe les divisions administratives suivantes : 
- Canton de Pont-en-Royans
- Canton de Rives
- Canton de Saint-Marcellin
- Canton de Tullins
- Canton de Vinay
- Canton de Voiron.

D'après le recensement général de la population en 1999, réalisé par l'Institut national de la statistique et des études économiques (INSEE), la population de cette circonscription est estimée à 116 405 habitants,.

## Historique des députations
| Législature | Début de mandat | Fin de mandat    | Député                  | Parti politique | Observations                                                                           |
| ----------- | --------------- | ---------------- | ----------------------- | --------------- | -------------------------------------------------------------------------------------- |
| IXe         | 23 juin 1988    | 1er avril 1993   | Yves Pillet             | PS              |                                                                                        |
| Xe          | 2 avril 1993    | 21 avril 1997    | Michel Hannoun,         | UPF-RPR,        | Mandat écourté à la suite d'une dissolution parlementaire décidée par Jacques Chirac.  |
| XIe         | 12 juin 1997    | 18 juin 2002     | André Vallini,          | PS,             |                                                                                        |
| XIIe        | 19 juin 2002    | 19 juin 2007     | André Vallini,          | PS,             |                                                                                        |
| XIIIe       | 20 juin 2007    | 1er octobre 2011 | André Vallini           | PS              | Devient sénateur en octobre 2011, le siège reste vacant.                               |
| XIVe        | 20 juin 2012    | 20 juin 2017     | Michèle Bonneton        | EELV            |                                                                                        |
| XVe         | 21 juin 2017    | 21 juin 2022     | Élodie Jacquier-Laforge | MoDem           |                                                                                        |
| XVIe        | 22 juin 2022    | 9 juin 2024      | Élodie Jacquier-Laforge | MoDem           | Mandat écourté à la suite d'une dissolution parlementaire décidée par Emmanuel Macron. |
| XVIIe       | 8 juillet 2024  | En cours         | Sandrine Nosbé          | LFI             |                                                                                        |

## Historique des élections
Voici la liste des résultats des élections législatives dans la circonscription depuis le découpage électoral de 1986 : 

### Élections de 1988
| Candidat       | Candidat               | Parti          | Premier tour | Premier tour | Second tour | Second tour |  |
| Candidat       | Candidat               | Parti          | Voix         | %            | Voix        | %           |  |
| -------------- | ---------------------- | -------------- | ------------ | ------------ | ----------- | ----------- |  |
|                | Michel Hannoun sortant | RPR (URC)      | 17 808       | 40,51        | 23 816      | 49,38       |  |
|                | Yves Pillet élu        | PS             | 14 515       | 33,02        | 24 418      | 50,62       |  |
|                | Robert Veyret          | PCF            | 7 007        | 15,94        |             |             |  |
|                | Hugues Petit           | FN             | 4 628        | 10,53        |             |             |  |
|                | Thérèse Tronquoy       | Divers droite  | 5            | 0,01         |             |             |  |
|                |                        |                |              |              |             |             |  |
| Inscrits       | Inscrits               | Inscrits       | 67 831       | 100,00       | 67 833      | 100,00      |  |
| Abstentions    | Abstentions            | Abstentions    | 23 112       | 34,07        | 18 139      | 26,74       |  |
| Votants        | Votants                | Votants        | 44 719       | 65,93        | 49 694      | 73,26       |  |
| Blancs et nuls | Blancs et nuls         | Blancs et nuls | 756          | 1,69         | 1 460       | 2,94        |  |
| Exprimés       | Exprimés               | Exprimés       | 43 963       | 98,31        | 48 234      | 97,06       |  |

Le suppléant d'Yves Pillet était André Vallini, maire de Tullins-Fure, conseiller régional.

### Élections de 1993
| Candidat       | Candidat           | Parti          | Premier tour | Premier tour | Second tour | Second tour |  |
| Candidat       | Candidat           | Parti          | Voix         | %            | Voix        | %           |  |
| -------------- | ------------------ | -------------- | ------------ | ------------ | ----------- | ----------- |  |
|                | Michel Hannoun élu | RPR (UPF)      | 18 127       | 38,53        | 25 935      | 55,78       |  |
|                | André Vallini      | PS (ADFP)      | 8 042        | 17,1         | 20 558      | 44,22       |  |
|                | Pierre Vernet      | FN             | 6 949        | 14,77        |             |             |  |
|                | Robert Veyret      | PCF            | 6 855        | 14,57        |             |             |  |
|                | Maurice Commandeur | Les Verts (EÉ) | 4 893        | 10,4         |             |             |  |
|                | Hélène Mars        | LT-LNÉ         | 1 039        | 2,21         |             |             |  |
|                | Pierre Volpin      | CNIP           | 626          | 1,33         |             |             |  |
|                | Kamel Hamani       | Divers droite  | 279          | 0,59         |             |             |  |
|                | Maurice Belhamou   | Divers droite  | 231          | 0,49         |             |             |  |
|                |                    |                |              |              |             |             |  |
| Inscrits       | Inscrits           | Inscrits       | 72 683       | 100,00       | 72 682      | 100,00      |  |
| Abstentions    | Abstentions        | Abstentions    | 23 042       | 31,7         | 22 169      | 30,5        |  |
| Votants        | Votants            | Votants        | 49 641       | 68,3         | 50 513      | 69,5        |  |
| Blancs et nuls | Blancs et nuls     | Blancs et nuls | 2 600        | 5,24         | 4 020       | 7,96        |  |
| Exprimés       | Exprimés           | Exprimés       | 47 041       | 94,76        | 46 493      | 92,04       |  |

Le suppléant de Michel Hannoun était Bernard Pérazio, chef d'entreprise.

### Élections de 1997
| Candidat       | Candidat                | Parti          | Premier tour | Premier tour | Second tour | Second tour |  |
| Candidat       | Candidat                | Parti          | Voix         | %            | Voix        | %           |  |
| -------------- | ----------------------- | -------------- | ------------ | ------------ | ----------- | ----------- |  |
|                | Michel Hannoun sortant  | RPR            | 14 390       | 30,06        | 23 531      | 46,54       |  |
|                | André Vallini élu       | PS             | 13 180       | 27,54        | 27 026      | 53,46       |  |
|                | Christian Mollier       | FN             | 8 111        | 16,95        |             |             |  |
|                | Robert Veyret           | PCF            | 6 533        | 13,65        |             |             |  |
|                | Jean-Claude Poissonnier | LO             | 1 360        | 2,84         |             |             |  |
|                | Catherine Duc           | GÉ             | 1 044        | 2,18         |             |             |  |
|                | Emmanuel Cabau          | US4J           | 1 011        | 2,11         |             |             |  |
|                | Jean-François Sarciron  | MÉI            | 884          | 1,85         |             |             |  |
|                | Gilbert Ilian           | Divers         | 856          | 1,79         |             |             |  |
|                | Daniel Moquet           | Divers         | 405          | 0,85         |             |             |  |
|                | Jacques Salé            | PLN            | 92           | 0,19         |             |             |  |
|                |                         |                |              |              |             |             |  |
| Inscrits       | Inscrits                | Inscrits       | 74 081       | 100,00       | 74 081      | 100,00      |  |
| Abstentions    | Abstentions             | Abstentions    | 23 676       | 31,96        | 19 827      | 26,76       |  |
| Votants        | Votants                 | Votants        | 50 405       | 68,04        | 54 254      | 73,24       |  |
| Blancs et nuls | Blancs et nuls          | Blancs et nuls | 2 539        | 5,04         | 3 697       | 6,81        |  |
| Exprimés       | Exprimés                | Exprimés       | 47 866       | 94,96        | 50 557      | 93,19       |  |

Le suppléant d'André Vallini était Jean-Michel Revol, directeur d'école, maire de Saint-Marcellin.

### Élections de 2002
| Candidat       | Candidat                    | Parti             | Premier tour | Premier tour | Second tour | Second tour |  |
| Candidat       | Candidat                    | Parti             | Voix         | %            | Voix        | %           |  |
| -------------- | --------------------------- | ----------------- | ------------ | ------------ | ----------- | ----------- |  |
|                | André Vallini sortant réélu | PS (PCF)          | 21 081       | 40,78        | 25 924      | 54,06       |  |
|                | Robert Pinet                | UMP               | 13 105       | 25,35        | 22 026      | 45,94       |  |
|                | Jean-Pierre Georgelin       | FN                | 6 004        | 11,62        |             |             |  |
|                | Éric Silvestrini            | Divers droite     | 3 698        | 7,15         |             |             |  |
|                | Delphine Nadjar-Arthaud     | Divers droite     | 2 344        | 4,53         |             |             |  |
|                | Michèle Bonneton-Caillat    | Les Verts         | 1 292        | 2,5          |             |             |  |
|                | Marcelle Boudias            | Pôle républicain  | 869          | 1,68         |             |             |  |
|                | Christophe Weber            | LCR               | 791          | 1,53         |             |             |  |
|                | Colette Peyron              | CPNT              | 477          | 0,92         |             |             |  |
|                | Vincent Robert              | LO                | 449          | 0,87         |             |             |  |
|                | Louise Bréchon              | MNR               | 374          | 0,72         |             |             |  |
|                | Éric Cusant                 | MÉI               | 315          | 0,61         |             |             |  |
|                | Sabrina Victor              | ND                | 230          | 0,44         |             |             |  |
|                | Nathalie Savino             | GÉ                | 227          | 0,44         |             |             |  |
|                | Jean Piccioli               | PT                | 191          | 0,37         |             |             |  |
|                | Jean-Jacques Tournon        | Divers écologiste | 157          | 0,3          |             |             |  |
|                | Angèle Sage-Garabedian      | Divers gauche     | 86           | 0,17         |             |             |  |
|                |                             |                   |              |              |             |             |  |
| Inscrits       | Inscrits                    | Inscrits          | 80 436       | 100,00       | 80 432      | 100,00      |  |
| Abstentions    | Abstentions                 | Abstentions       | 27 739       | 34,49        | 30 921      | 38,44       |  |
| Votants        | Votants                     | Votants           | 52 697       | 65,51        | 49 511      | 61,56       |  |
| Blancs et nuls | Blancs et nuls              | Blancs et nuls    | 1 007        | 1,91         | 1 561       | 3,15        |  |
| Exprimés       | Exprimés                    | Exprimés          | 51 690       | 98,09        | 47 950      | 96,85       |  |

Le suppléant d'André Vallini était Jean-Michel Revol. Le président de son comité de soutien était Robert Veyret, PCF.

### Élections de 2007
| Candidat       | Candidat                    | Parti          | Premier tour | Premier tour | Second tour | Second tour |  |
| Candidat       | Candidat                    | Parti          | Voix         | %            | Voix        | %           |  |
| -------------- | --------------------------- | -------------- | ------------ | ------------ | ----------- | ----------- |  |
|                | André Vallini sortant réélu | PS             | 24 693       | 45,73        | 32 589      | 59,73       |  |
|                | Fabien de Sans Nicolas      | UMP            | 19 996       | 37,03        | 21 969      | 40,27       |  |
|                | Jacqueline Joannon          | UDF–MoDem      | 2 709        | 5,02         |             |             |  |
|                | Danièle Falchier            | Les Verts      | 1 863        | 3,45         |             |             |  |
|                | Annie Delapierre            | FN             | 1 648        | 3,05         |             |             |  |
|                | Thibaut Michoux             | LCR            | 1 070        | 1,98         |             |             |  |
|                | Ghislaine Second-Guilhermet | PCF            | 742          | 1,37         |             |             |  |
|                | François Poncet             | MPF            | 485          | 0,9          |             |             |  |
|                | Nathalie Thomassin          | Divers         | 326          | 0,6          |             |             |  |
|                | Claude Detroyat             | LO             | 296          | 0,55         |             |             |  |
|                | Roger Petit                 | MNR            | 166          | 0,31         |             |             |  |
|                |                             |                |              |              |             |             |  |
| Inscrits       | Inscrits                    | Inscrits       | 88 999       | 100,00       | 88 996      | 100,00      |  |
| Abstentions    | Abstentions                 | Abstentions    | 34 324       | 38,57        | 33 344      | 37,47       |  |
| Votants        | Votants                     | Votants        | 54 675       | 61,43        | 55 652      | 62,53       |  |
| Blancs et nuls | Blancs et nuls              | Blancs et nuls | 681          | 1,25         | 1 094       | 1,97        |  |
| Exprimés       | Exprimés                    | Exprimés       | 53 994       | 98,75        | 54 558      | 98,03       |  |

### Élections de 2012
| Candidat       | Candidat                | Parti          | Premier tour | Premier tour | Second tour | Second tour |  |
| Candidat       | Candidat                | Parti          | Voix         | %            | Voix        | %           |  |
| -------------- | ----------------------- | -------------- | ------------ | ------------ | ----------- | ----------- |  |
|                | Michèle Bonneton élue   | EÉLV (PS)      | 19 770       | 37,20        | 27 187      | 53,93       |  |
|                | Julien Polat            | UMP            | 14 251       | 26,81        | 23 226      | 46,07       |  |
|                | Nadine Garcin           | RBM (FN)       | 8 741        | 16,45        |             |             |  |
|                | Christian Toillier      | FG (PG)        | 4 319        | 8,13         |             |             |  |
|                | Claude Mahier           | diss. UMP      | 2 026        | 3,81         |             |             |  |
|                | Marie-Liane Deschizeaux | CpF (MoDem)    | 986          | 1,86         |             |             |  |
|                | Anne Gérin              | PRV            | 688          | 1,29         |             |             |  |
|                | Huguette Grindler       | MHAN           | 642          | 1,21         |             |             |  |
|                | Emmanuel Rodary         | PFE (AÉI)      | 511          | 0,96         |             |             |  |
|                | Alice Pelletier         | NPA            | 320          | 0,60         |             |             |  |
|                | Claude Detroyat         | LO             | 307          | 0,58         |             |             |  |
|                | André Rodrigues         | DLR            | 305          | 0,57         |             |             |  |
|                | Philippe Noviant        | Cap21          | 282          | 0,53         |             |             |  |
|                |                         |                |              |              |             |             |  |
| Inscrits       | Inscrits                | Inscrits       | 93 414       | 100,00       | 93 414      | 100,00      |  |
| Abstentions    | Abstentions             | Abstentions    | 39 291       | 42,06        | 41 181      | 44,08       |  |
| Votants        | Votants                 | Votants        | 54 123       | 57,94        | 52 233      | 55,92       |  |
| Blancs et nuls | Blancs et nuls          | Blancs et nuls | 975          | 1,8          | 1 820       | 3,48        |  |
| Exprimés       | Exprimés                | Exprimés       | 53 148       | 98,2         | 50 413      | 96,52       |  |

### Élections de 2017
|                                                                         | |                           |                           |                          |                          |
|                                                                         | | Premier tour 11 juin 2017 | Premier tour 11 juin 2017 | Second tour 18 juin 2017 | Second tour 18 juin 2017 |
|                                                                         | |                           |                           |                          |                          |
|                                                                         | | Nombre                    | % des inscrits            | Nombre                   | % des inscrits           |
| Inscrits                                                                | Inscrits | 97 184                    | 100,00                    | 97 178                   | 100,00                   |
| Abstentions                                                             | Abstentions | 49 071                    | 50,49                     | 57 758                   | 59,44                    |
| Votants                                                                 | Votants | 48 113                    | 49,51                     | 39 420                   | 40,56                    |
|                                                                         | |                           | % des votants             |                          | % des votants            |
| Bulletins blancs                                                        | Bulletins blancs                                                                                                  | 695                       | 1,44                      | 4 263                    | 10,81                    |
| Bulletins nuls                                                          | Bulletins nuls | 192                       | 0,40                      | 1 059                    | 2,69                     |
| Suffrages exprimés                                                      | Suffrages exprimés                                                                                                | 47 226                    | 98,16                     | 34 098                   | 86,50                    |
|                                                                         | |                           |                           |                          |                          |
| Candidat Étiquette politique (partis et alliances)                      | Candidat Étiquette politique (partis et alliances)                                                                | Voix                      | % des exprimés            | Voix                     | % des exprimés           |
|                                                                         | |                           |                           |                          |                          |
|                                                                         | Élodie Jacquier-Laforge Mouvement démocrate (La République en marche)                                             | 18 427                    | 39,02                     | 20 544                   | 60,25                    |
|                                                                         | Bruno Gattaz Les Républicains (Union des démocrates et indépendants)                                              | 8 034                     | 17,01                     | 13 554                   | 39,75                    |
|                                                                         | Patrick Cholat Europe Écologie Les Verts (Parti communiste français - Parti radical de gauche - Parti socialiste) | 6 490                     | 13,74                     |                          |                          |
|                                                                         | Marie-Pierre Micoud La France insoumise                                                                           | 6 253                     | 13,24                     |                          |                          |
|                                                                         | Bruno Desies Front national                                                                                       | 6 048                     | 12,81                     |                          |                          |
|                                                                         | Mickaël Julian Debout la France                                                                                   | 937                       | 1,98                      |                          |                          |
|                                                                         | Claude Detroyat Lutte ouvrière                                                                                    | 455                       | 0,96                      |                          |                          |
|                                                                         | Julien Jousset Divers (Union populaire républicaine)                                                              | 348                       | 0,74                      |                          |                          |
|                                                                         | Thibault Barge Extrême droite (Civitas)                                                                           | 234                       | 0,50                      |                          |                          |
| Source : Ministère de l'Intérieur - Neuvième circonscription de l'Isère | |                           |                           |                          |                          |

### Élections de 2022
| Résultats des élections législatives des 12 et 19 juin 2022 de la 9e circonscription de l'Isère |                          |                          |                          |              |              |             |             |
| Candidat                                                                                        | Candidat                 | Parti et coalition       | Nuance                   | Premier tour | Premier tour | Second tour | Second tour |
| Candidat                                                                                        | Candidat                 | Parti et coalition       | Nuance                   | Voix         | %            | Voix        | %           |
|                                                                                                 | Sandrine Nosbé           | LFI (NUPES)              | NUP                      | 15 271       | 30,54        | 20 973      | 46,20       |
|                                                                                                 | Élodie Jacquier-Laforge  | MoDem (ENS)              | ENS                      | 14 981       | 29,96        | 24 427      | 53,80       |
|                                                                                                 | Cécile Bène              | RN                       | RN                       | 9 626        | 19,25        |             |             |
|                                                                                                 | Bruno Gattaz             | LR (UDC)                 | LR                       | 6 135        | 12,27        |             |             |
|                                                                                                 | Sandrine Seror           | REC                      | REC                      | 1 789        | 3,58         |             |             |
|                                                                                                 | Anaëlle Taddei           | PA                       | ECO                      | 799          | 1,60         |             |             |
|                                                                                                 | Claude Detroyat          | LO                       | DXG                      | 664          | 1,33         |             |             |
|                                                                                                 | Odile Rosemberg          | DLF (UPF)                | DSV                      | 657          | 1,31         |             |             |
|                                                                                                 | Guillaume Roure          | PP                       | REG                      | 80           | 0,16         |             |             |
| Votes valides                                                                                   | Votes valides            | Votes valides            | Votes valides            | 50 002       | 98,08        | 45 400      | 92.20       |
| Votes blancs                                                                                    | Votes blancs             | Votes blancs             | Votes blancs             | 789          | 1,55         | 2938        | 5.97        |
| Votes nuls                                                                                      | Votes nuls               | Votes nuls               | Votes nuls               | 188          | 0,37         | 905         | 1.84        |
| Total                                                                                           | Total                    | Total                    | Total                    | 50 979       | 100          | 49 243      | 100         |
| Abstention                                                                                      | Abstention               | Abstention               | Abstention               | 49 683       | 49,36        | 51 410      | 51.08       |
| Inscrits / participation                                                                        | Inscrits / participation | Inscrits / participation | Inscrits / participation | 100 662      | 50,64        | 100 653     | 48.92       |

### Élections de 2024
| Candidat                 | Candidat                         | Parti et coalition       | Nuances                  | Premier tour | Premier tour | Second tour | Second tour |
| Candidat                 | Candidat                         | Parti et coalition       | Nuances                  | Voix         | %            | Voix        | %           |
| ------------------------ | -------------------------------- | ------------------------ | ------------------------ | ------------ | ------------ | ----------- | ----------- |
|                          | Cécile Bène                      | RN                       | RN                       | 24 106       | 34,04        | 29 973      | 47,37       |
|                          | Sandrine Nosbé élue              | LFI (NFP)                | UG                       | 19 825       | 27,99        | 33 299      | 52,63       |
|                          | Élodie Jacquier-Laforge sortante | MoDem (ENS)              | ENS                      | 19 307       | 27,26        | Retrait     | Retrait     |
|                          | Héloïse Baradel                  | LR                       | LR                       | 5 468        | 7,72         |             |             |
|                          | Gaëlle Offranc-Piret             | Équinoxe                 | ECO                      | 833          | 1,18         |             |             |
|                          | Claude Detroyat                  | LO                       | EXG                      | 756          | 1,07         |             |             |
|                          | Salvador Vero                    | REC                      | REC                      | 397          | 0,56         |             |             |
|                          | Valentin Radlo                   | SE                       | DIV                      | 124          | 0,18         |             |             |
|                          | Emma Vassal                      | NPA-R                    | EXG                      | 9            | 0,01         |             |             |
|                          |                                  |                          |                          |              |              |             |             |
| Votes valides            | Votes valides                    | Votes valides            | Votes valides            | 70 825       | 97,58        | 63 272      | 87,42       |
| Votes blancs             | Votes blancs                     | Votes blancs             | Votes blancs             | 1 447        | 1,99         | 7 600       | 10,50       |
| Votes nuls               | Votes nuls                       | Votes nuls               | Votes nuls               | 309          | 0,43         | 1 507       | 2,08        |
| Total                    | Total                            | Total                    | Total                    | 72 581       | 100          | 72 379      | 100         |
| Abstention               | Abstention                       | Abstention               | Abstention               | 28 739       | 28,36        | 28 962      | 28,58       |
| Inscrits / participation | Inscrits / participation         | Inscrits / participation | Inscrits / participation | 101 320      | 71,64        | 101 341     | 71,42       |